# 김두원
김문주(한국 한자: 金汶柱, 1990년 3월 24일 ~ )는 대한민국의 축구 선수이며 포지션은 수비수이다.